# Arachnodes mantillerii
Arachnodes mantillerii är en skalbaggsart som beskrevs av Olivier Montreuil 2003. Arachnodes mantillerii ingår i släktet Arachnodes och familjen bladhorningar. Inga underarter finns listade.